# لوپ دیوان گوئهو
لوپ دیوان گوئهو (انگلیسی: Loup Diwan Gueho؛ زادهٔ تاریخ ورودی نامعتبر است) بازیکن فوتبال است.
وی همچنین در تیم ملی فوتبال زیر ۱۷ سال فرانسه بازی کرده‌است.